# (500340) 2012 SH54
(500340) 2012 SH54 es un asteroide perteneciente al cinturón de asteroides, descubierto el 17 de febrero de 2010 por el equipo del Spacewatch desde el Observatorio Nacional de Kitt Peak, Arizona, Estados Unidos.

## Designación y nombre
Designado provisionalmente como 2012 SH54.

## Características orbitales
2012 SH54 está situado a una distancia media del Sol de 3,064 ua, pudiendo alejarse hasta 3,391 ua y acercarse hasta 2,737 ua. Su excentricidad es 0,106 y la inclinación orbital 11,98 grados. Emplea 1959,44 días en completar una órbita alrededor del Sol.
Los próximos acercamientos a la órbita de Júpiter se producirán el 27 de mayo de 2073 y el 7 de enero de 2181, entre otros.

## Características físicas
La magnitud absoluta de 2012 SH54 es 16,2.